# Johann Fortschegger
Johann Fortschegger (*  18. Juli 1743 in Anras; † 8. September 1827 in Liezen) war ein österreichischer Holzbildhauer und Maler, dessen Wirkungsbereich der Nordwesten der Steiermark war.

## Leben
Johann Fortschegger begann eine Lehre als Kunsttischler in der Werkstatt seines Vaters Bartholomäus Fortschegger. In den folgenden Lehr- und Wanderjahren kam er in das Benediktinerstift Admont, wo er Schüler des bedeutenden Barockbildhauers Josef Stammel wurde.
1765 heiratete er die aus Mitterndorf stammende Agnes Vetscher, siedelte sich in Mitterndorf an und blieb hier 42 Jahre. Das Paar hatte zwölf Kinder, die alle in frühester Jugend starben. Für seine künstlerische Arbeit erhielt er zahlreiche Aufträge für Kirchen in der erweiterten Umgebung Mitterndorfs.
Nach dem Tod seiner Frau lebte und arbeitete er von 1807 bis 1813 in Rottenmann. 1813 kaufte er sich ein Haus als Alterssitz in Liezen. Hier heiratete er 1816 mit 72 Jahren die 42-jährige Liezenerin Maria Renner. Die Ehe nahm ein tragisches Ende, als die Frau nach acht Jahren von einem Hausierer ermordet wurde. Fortschegger erlitt einen Schlaganfall und blieb bis zu seinem Tode gelähmt und ohne Sprache.

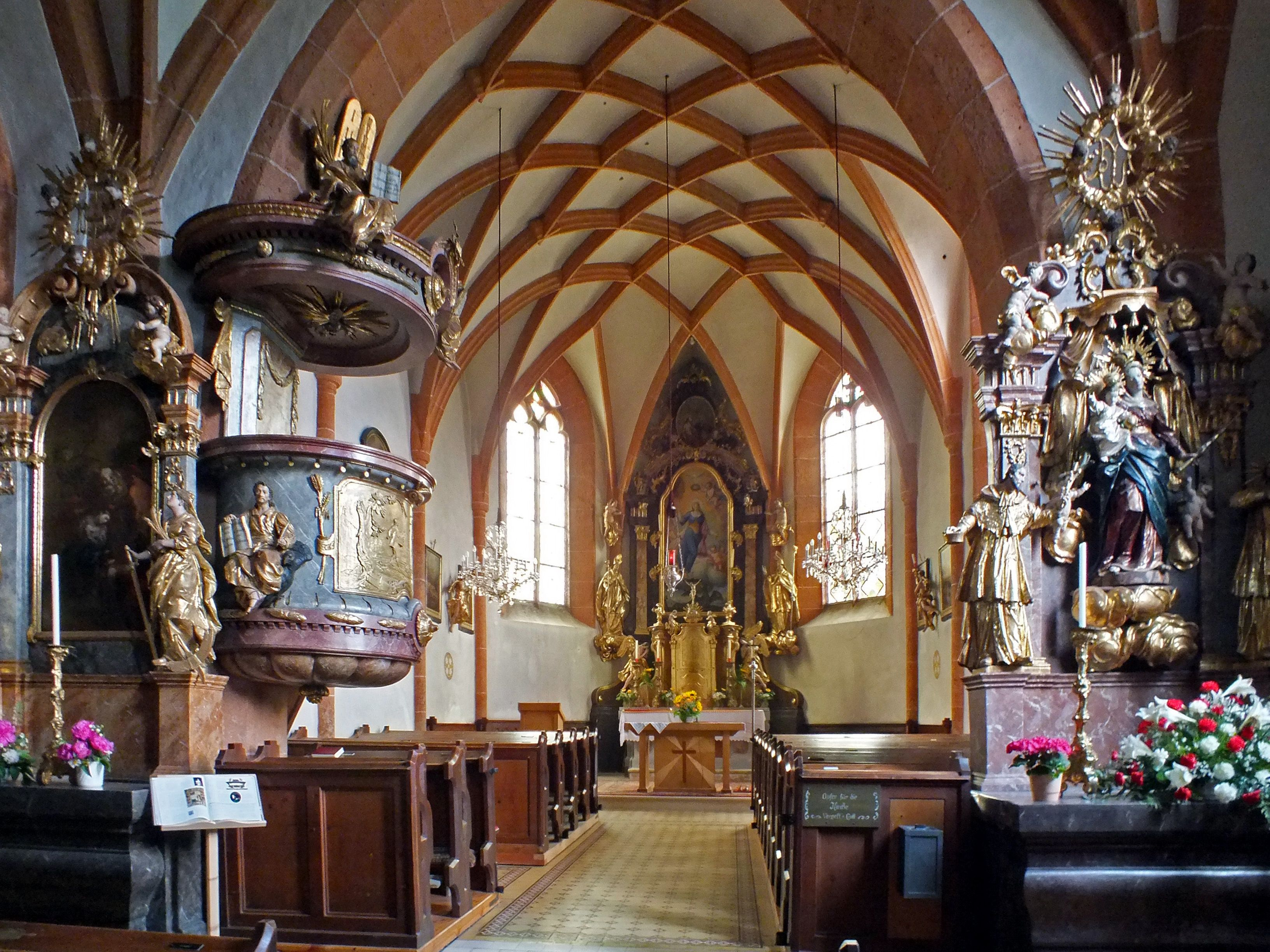
Fortscheggers Inneneinrichtung der Pfarrkirche Bad Mitterndorf

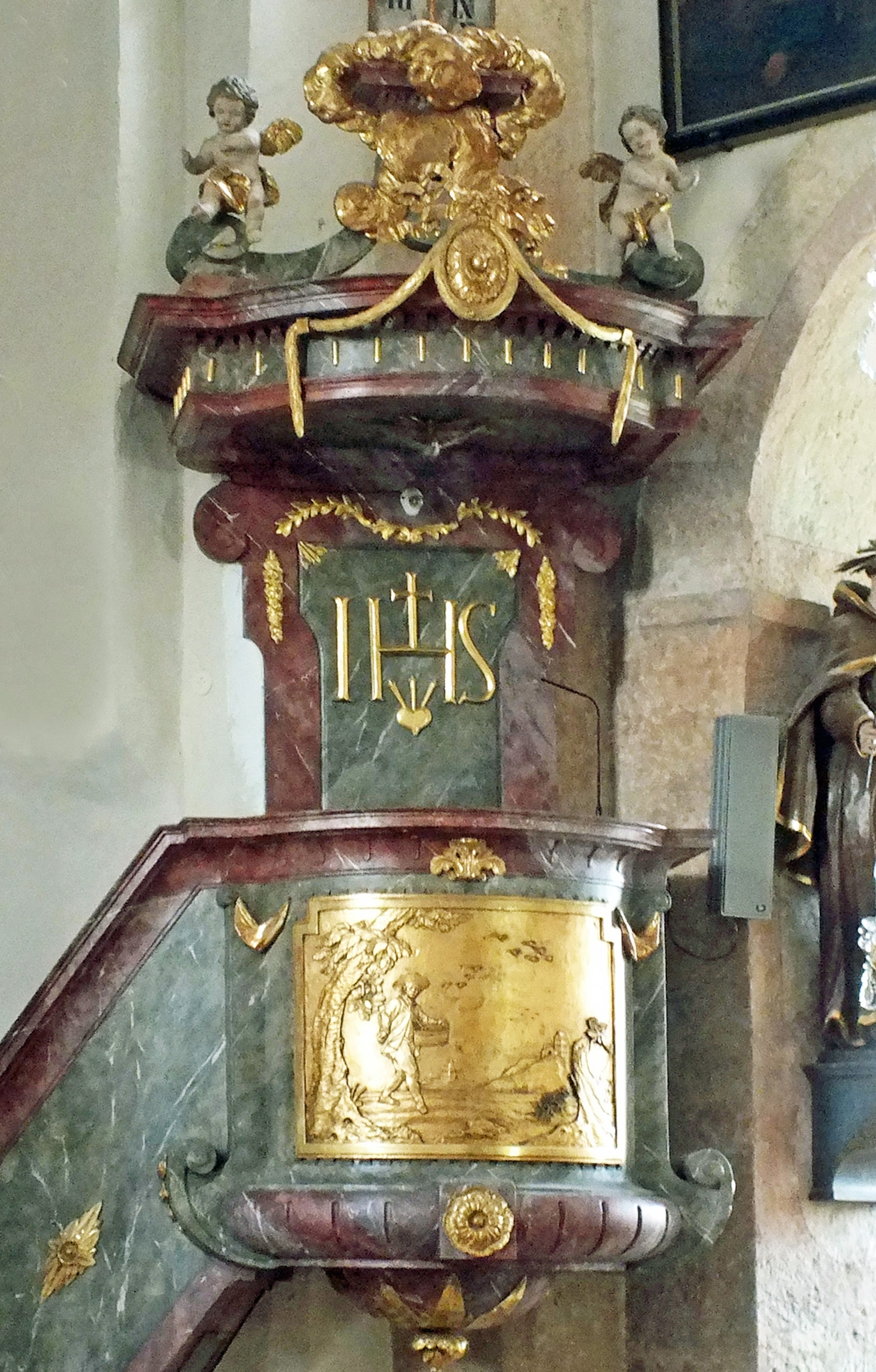
Kanzel von Johann Fortschegger in der Pfarrkirche Pürgg

## Werk
Fortscheggers Werk ist rein religiöser Natur. Er schuf Altäre und Heiligenfiguren, Kruzifixe und Kanzeln, aber auch einzelne Altarbilder und Tabernakel. In der Pfarrkirche in Bad Mitterndorf stammt der Großteil der Innenausstattung einschließlich des Hochaltars von ihm, ebenso wie Altar, Kanzel und Tabernakel der in den 1770er Jahren entstandenen Wallfahrtskirche Maria Kumitz.
Sein Wirkungsbereich erstreckte sich bald über das Hinterberger Tal hinaus ins Ennstal, ins Paltental und ins obere Murtal. In Bad Aussee und Pürgg stehen Kanzeln von ihm, und weitere seiner Arbeiten finden sich unter anderem in Liezen, Rottenmann, Wald am Schoberpass, St. Peter ob Judenburg, Oppenberg, Lassing, Irdning, Donnersbach und Öblarn.
Ernst Novotny unterscheidet drei Perioden in Fortscheggers Schaffen. In der Phase von 1765 bis 1780 überwiegt die leidenschaftlich-temperamentvoll bewegte barocke Darstellung, die in den Jahren 1780 bis 1790 mit Rokokoeinflüssen ausklingt. Ab 1790 folgt die klassizistisch beeinflusste Zeit mit ruhiger, abgeklärter und einfacher Ausdrucksweise.